# Campeonato Sudamericano Femenino Sub-20 de 2022
El Campeonato Sudamericano Femenino de Fútbol Sub-20 de 2022 fue la 10.ª edición de este torneo que se llevó a cabo en Chile. Comenzó el 6 de abril y finalizó el 24 de abril. Participaron las selecciones nacionales femeninas sub-20 de todos los países cuyas federaciones están afiliadas a la Conmebol.
El torneo clasifica al campeón y al subcampeón a la Copa Mundial Femenina de Fútbol Sub-20 de 2022 a celebrarse en el mes de agosto en Costa Rica. El torneo fue ganado nuevamente de forma invicta por Brasil, que logró su 9° título de manera consecutiva.

## Sede
Todos los partidos se llevan a cabo en el Estadio Municipal Nicolás Chahuán Nazar, de la ciudad de La Calera.
| La Calera                               |
| --------------------------------------- |
| Estadio Municipal Nicolás Chahuán Nazar |
| Capacidad: 9 200                        |
|                                         |

## Formato de competición
Para la fase preliminar, los diez equipos participantes se dividen en dos grupos de cinco equipos cada uno. Luego de una liguilla simple (a una sola rueda de partidos), pasarán a segunda ronda los equipos que ocupen las posiciones primera y segunda de cada grupo.
En caso de empate en puntos en cualquiera de las posiciones, la clasificación se determinará siguiendo en orden los siguientes criterios:
1. Mayor cantidad de puntos obtenida en los partidos entre los equipos empatados;
2. Mejor diferencia de gol obtenida en los partidos entre los equipos implicados;
3. Mayor cantidad de goles marcados en los partidos entre los equipos implicados;
4. Mejor diferencia de gol en todos los partidos del grupo;
5. Mayor cantidad de goles marcados en todos los partidos del grupo;
6. Menor cantidad de tarjetas rojas recibidas;
7. Menor cantidad de tarjetas amarillas recibidas;
8. Sorteo de la Comisión Organizadora de la Conmebol.

En la fase final, los cuatro equipos clasificados disputarán una liguilla simple (a una sola rueda de partidos), y serán clasificados en la tabla de posiciones de acuerdo a los puntos obtenidos en cada partido. El equipo que ocupe la primera posición se consagrará campeón, y clasificará a la Copa Mundial Femenina de Fútbol Sub-20 de 2022 junto al ubicado en segunda posición.
En caso de empate en puntos en cualquiera de las posiciones, la clasificación se determinará siguiendo en orden los siguientes criterios:
1. Mayor cantidad de puntos obtenida en los partidos entre los equipos empatados, considerando exclusivamente los partidos disputados en la fase final;
2. Mejor diferencia de gol obtenida en los partidos entre los equipos implicados;
3. Mayor cantidad de goles marcados en los partidos entre los equipos implicados;
4. Mejor diferencia de gol en todos los partidos del grupo;
5. Mayor cantidad de goles marcados en todos los partidos del grupo;
6. Menor cantidad de tarjetas rojas recibidas;
7. Menor cantidad de tarjetas amarillas recibidas;
8. Sorteo de la Comisión Organizadora de la Conmebol.

## Equipos participantes
Participan las diez selecciones nacionales de fútbol afiliadas a la Conmebol. La definición de los grupos y el sorteo de partidos fueron llevados a cabo en la Sede de la Conmebol en Luque, Paraguay, el 11 de marzo de 2022.
| Equipos participantes | Equipos participantes | Equipos participantes | Equipos participantes | Equipos participantes |
| --------------------- | --------------------- | --------------------- | --------------------- | --------------------- |
| Argentina             | Bolivia               | Brasil                | Chile                 | Colombia              |
| Ecuador               | Paraguay              | Perú                  | Uruguay               | Venezuela             |

## Primera fase
- Los horarios corresponden al huso horario de Chile en invierno (UTC-4).

     — Clasificado para la fase final.

### Grupo A
| Selección | Pts | PJ | PG | PE | PP | GF | GC | Dif |
| --------- | --- | -- | -- | -- | -- | -- | -- | --- |
| Venezuela | 10  | 4  | 3  | 1  | 0  | 7  | 1  | 6   |
| Colombia  | 8   | 4  | 2  | 2  | 0  | 7  | 1  | 6   |
| Argentina | 5   | 4  | 1  | 2  | 1  | 3  | 2  | 1   |
| Chile     | 4   | 4  | 1  | 1  | 2  | 3  | 3  | 0   |
| Perú      | 0   | 4  | 0  | 0  | 4  | 0  | 13 | −13 |

| 6 de abril de 2022, 16:00 (UTC-4) | Chile | 0:0     | Argentina | Estadio Nicolás Chahuán, La Calera |                               |
|                                   |       | Reporte |           | Árbitro(s): Thayslane de Melo      | Árbitro(s): Thayslane de Melo |

| 6 de abril de 2022, 18:30 (UTC-4) | Perú | 0:2 (0:0) | Venezuela       | Estadio Nicolás Chahuán, La Calera |                             |
|                                   |      | Reporte   | Campos 47', 90' | Árbitro(s): Jhanet Portugal        | Árbitro(s): Jhanet Portugal |

- Libre:  Colombia

| 8 de abril de 2022, 16:00 (UTC-4) | Argentina | 0:0     | Colombia | Estadio Nicolás Chahuán, La Calera |                            |
|                                   |           | Reporte |          | Árbitro(s): Zulma Quiñónez         | Árbitro(s): Zulma Quiñónez |

| 8 de abril de 2022, 18:30 (UTC-4) | Chile                                  | 3:0 (2:0) | Perú | Estadio Nicolás Chahuán, La Calera |                          |
|                                   | Valencia 3' · Keefe 45' · Olivares 57' | Reporte   |      | Árbitro(s): María Zamora           | Árbitro(s): María Zamora |

- Libre:  Venezuela

| 10 de abril de 2022, 17:00 (UTC-4) | Colombia    | 1:1 (0:0) | Venezuela  | Estadio Nicolás Chahuán, La Calera |                         |
|                                    | Robledo 52' | Reporte   | Campos 65' | Árbitro(s): Silvia Ríos            | Árbitro(s): Silvia Ríos |

| 10 de abril de 2022, 19:30 (UTC-4) | Argentina                                | 3:0 (3:0) | Perú | Estadio Nicolás Chahuán, La Calera |                                 |
|                                    | Ippolito 30' (pen.), 32' · Gramaglia 35' | Reporte   |      | Árbitro(s): Maria Sole Ferrieri    | Árbitro(s): Maria Sole Ferrieri |

- Libre:  Chile

| 12 de abril de 2022, 16:00 (UTC-4) | Colombia                                                         | 5:0 (3:0) | Perú | Estadio Nicolás Chahuán, La Calera |                               |
|                                    | Rodríguez 6' · Robledo 22' · Reyes 33' · Caicedo 58' · Muñoz 66' | Reporte   |      | Árbitro(s): Thayslane de Melo      | Árbitro(s): Thayslane de Melo |

| 12 de abril de 2022, 18:30 (UTC-4) | Chile | 0:2 (0:1) | Venezuela                  | Estadio Nicolás Chahuán, La Calera |                            |
|                                    |       | Reporte   | Olivieri 8' · Martínez 76' | Árbitro(s): Zulma Quiñónez         | Árbitro(s): Zulma Quiñónez |

- Libre:  Argentina

| 14 de abril de 2022, 16:00 (UTC-4) | Venezuela         | 2:0 (0:0) | Argentina | Estadio Nicolás Chahuán, La Calera |                         |
|                                    | Olivieri 73', 89' | Reporte   |           | Árbitro(s): Silvia Ríos            | Árbitro(s): Silvia Ríos |

| 14 de abril de 2022, 18:30 (UTC-4) | Chile | 0:1 (0:1) | Colombia   | Estadio Nicolás Chahuán, La Calera |                          |
|                                    |       | Reporte   | Robledo 4' | Árbitro(s): María Zamora           | Árbitro(s): María Zamora |

- Libre:  Perú

### Grupo B
| Selección | Pts | PJ | PG | PE | PP | GF | GC | Dif |
| --------- | --- | -- | -- | -- | -- | -- | -- | --- |
| Brasil    | 12  | 4  | 4  | 0  | 0  | 17 | 0  | 17  |
| Uruguay   | 9   | 4  | 3  | 0  | 1  | 19 | 3  | 16  |
| Ecuador   | 6   | 4  | 2  | 0  | 2  | 9  | 9  | 0   |
| Paraguay  | 3   | 4  | 1  | 0  | 3  | 4  | 9  | −5  |
| Bolivia   | 0   | 4  | 0  | 0  | 4  | 3  | 31 | −28 |

| 7 de abril de 2022, 16:00 (UTC-4) | Brasil                   | 2:0 (0:0) | Uruguay | Estadio Nicolás Chahuán, La Calera |                             |
|                                   | Tarciane 62', 65' (pen.) | Reporte   |         | Árbitro(s): Madelaine Rojas        | Árbitro(s): Madelaine Rojas |

| 7 de abril de 2022, 18:30 (UTC-4) | Bolivia        | 1:5 (1:2) | Ecuador                                             | Estadio Nicolás Chahuán, La Calera |                                 |
|                                   | San Miguel 10' | Reporte   | Arias 5' · Bolaños 15' (pen.), 48', 54' (pen.), 62' | Árbitro(s): Maria Sole Ferrieri    | Árbitro(s): Maria Sole Ferrieri |

- Libre:  Paraguay

| 9 de abril de 2022, 17:00 (UTC-4) | Uruguay                                | 3:0 (1:0) | Paraguay | Estadio Nicolás Chahuán, La Calera |                         |
|                                   | Aquino 14' · Carballo 75' · Fontán 83' | Reporte   |          | Árbitro(s): Jenny Arias            | Árbitro(s): Jenny Arias |

| 9 de abril de 2022, 19:30 (UTC-4) | Bolivia | 0:10 (0:6) | Brasil | Estadio Nicolás Chahuán, La Calera |                             |
|                                   |         | Reporte    | Cris 3' · Tarciane 7', 50' · Luany 17' · Fernandes 18' · Yaya 26' · Maldaner 29' · Mileninha 52' · Bia Gomes 53' · Bruninha 80' | Árbitro(s): Yercinia Correa        | Árbitro(s): Yercinia Correa |

- Libre:  Ecuador

| 11 de abril de 2022, 16:00 (UTC-4) | Paraguay   | 1:3 (0:1) | Ecuador                                | Estadio Nicolás Chahuán, La Calera |                                |
|                                    | Acosta 69' | Reporte   | Bolaños 36' · Arias 82' · Pesantez 89' | Árbitro(s): Roberta Echeverría     | Árbitro(s): Roberta Echeverría |

| 11 de abril de 2022, 18:30 (UTC-4) | Uruguay | 13:0 (7:0) | Bolivia | Estadio Nicolás Chahuán, La Calera |                             |
|                                    | Carballo 17', 63', 65' · Aquino 18', 21', 24', 34' (pen.), 38', 59' · Viera 43', 90+1' · Félix 57' · Emanuele 69' | Reporte    |         | Árbitro(s): Yercinia Correa        | Árbitro(s): Yercinia Correa |

- Libre:  Brasil

| 13 de abril de 2022, 16:00 (UTC-4) | Paraguay                             | 3:2 (2:1) | Bolivia              | Estadio Nicolás Chahuán, La Calera |                             |
|                                    | Riveros 5' · Rolón 25' · Coronel 83' | Reporte   | Salvatierra 41', 57' | Árbitro(s): Madelaine Rojas        | Árbitro(s): Madelaine Rojas |

| 13 de abril de 2022, 18:30 (UTC-4) | Ecuador | 0:4 (0:3) | Brasil                                             | Estadio Nicolás Chahuán, La Calera |                         |
|                                    |         | Reporte   | Giovaninha 13', 18' · Fernandes 28' · Analuyza 54' | Árbitro(s): Jenny Arias            | Árbitro(s): Jenny Arias |

- Libre:  Uruguay

| 15 de abril de 2022, 16:00 (UTC-4) | Ecuador     | 1:3 (1:1) | Uruguay                       | Estadio Nicolás Chahuán, La Calera |                                |
|                                    | Rosillo 43' | Reporte   | Carballo 2' · Aquino 54', 78' | Árbitro(s): Roberta Echeverría     | Árbitro(s): Roberta Echeverría |

| 15 de abril de 2022, 18:30 (UTC-4) | Brasil       | 1:0 (0:0) | Paraguay | Estadio Nicolás Chahuán, La Calera |                             |
|                                    | Analuyza 68' | Reporte   |          | Árbitro(s): Yercinia Correa        | Árbitro(s): Yercinia Correa |

- Libre:  Bolivia

## Cuadrangular final
| Selección | Pts | PJ | PG | PE | PP | GF | GC | Dif |
| --------- | --- | -- | -- | -- | -- | -- | -- | --- |
| Brasil    | 9   | 3  | 3  | 0  | 0  | 5  | 0  | 5   |
| Colombia  | 6   | 3  | 2  | 0  | 1  | 6  | 3  | 3   |
| Uruguay   | 3   | 3  | 1  | 0  | 2  | 2  | 5  | −3  |
| Venezuela | 0   | 3  | 0  | 0  | 3  | 1  | 6  | −5  |

|  | Clasificado para la Copa Mundial Femenina de Fútbol Sub-20 de 2022. |

| 18 de abril de 2022, 16:00 (UTC-4) | Venezuela    | 1:2 (0:1) | Uruguay                       | Estadio Nicolás Chahuán, La Calera |                                 |
|                                    | Martínez 70' | Reporte   | Aquino 12' (pen.) · Terra 71' | Árbitro(s): Maria Sole Ferrieri    | Árbitro(s): Maria Sole Ferrieri |

| 18 de abril de 2022, 18:30 (UTC-4) | Brasil                                    | 3:0 (2:0) | Colombia | Estadio Nicolás Chahuán, La Calera |                            |
|                                    | Giovaninha 16' · Analuyza 39' · Isa 90+1' | Reporte   |          | Árbitro(s): Zulma Quiñónez         | Árbitro(s): Zulma Quiñónez |

| 21 de abril de 2022, 16:00 (UTC-4) | Uruguay | 0:1 (0:1) | Brasil   | Estadio Nicolás Chahuán, La Calera |                                   |
|                                    |         | Reporte   | Cris 28' | Árbitro(s): María Laura Fortunato  | Árbitro(s): María Laura Fortunato |

| 21 de abril de 2022, 18:30 (UTC-4) | Colombia                        | 3:0 (1:0) | Venezuela | Estadio Nicolás Chahuán, La Calera |                            |
|                                    | Robledo 36', 90+5' · Guerra 77' | Reporte   |           | Árbitro(s): María Carvajal         | Árbitro(s): María Carvajal |

| 24 de abril de 2022, 17:00 (UTC-4) | Uruguay | 0:3 (0:3) | Colombia                               | Estadio Nicolás Chahuán, La Calera |                            |
|                                    |         | Reporte   | Izquierdo 7' · Robledo 16' (pen.), 31' | Árbitro(s): Zulma Quiñónez         | Árbitro(s): Zulma Quiñónez |

| 24 de abril de 2022, 19:30 (UTC-4) | Venezuela | 0:1 (0:1) | Brasil  | Estadio Nicolás Chahuán, La Calera |                              |
|                                    |           | Reporte   | Yaya 2' | Árbitro(s): Milagros Arruela       | Árbitro(s): Milagros Arruela |

|                           |
| Bandera de Brasil         |
| Campeón Brasil 9.º título |

## Clasificados aCosta Rica 2022
| Bandera de Brasil | Bandera de Colombia |
| Brasil            | Colombia            |
| ----------------- | ------------------- |

## Goleadoras
| Jugadora         | Selección | Goles |
| ---------------- | --------- | ----- |
| Belén Aquino     | Uruguay   | 10    |
| Gisela Robledo   | Colombia  | 7     |
| Nayely Bolaños   | Ecuador   | 5     |
| Wendy Carballo   | Uruguay   | 5     |
| Tarciane         | Brasil    | 4     |
| Analuyza         | Brasil    | 3     |
| Giovaninha       | Brasil    | 3     |
| Kimberlyn Campos | Venezuela | 3     |
| Bárbara Olivieri | Venezuela | 3     |

## Derechos de transmisión
- Argentina: DirecTV Sports
- Bolivia: Facebook Watch Conmebol
- Brasil: SBT/SporTV
- Chile: DirecTV Sports/Canal 13
- Colombia: DirecTV Sports/Señal Colombia
- Ecuador: DirecTV Sports
- Estados Unidos: Univision
- Paraguay: Facebook Watch Conmebol
- Perú: DirecTV Sports
- Uruguay: DirecTV Sports
- Venezuela: DirecTV Sports/La Tele Tuya